# Fritz Brun
Fritz Brun, né le 18 août 1878 à Lucerne – mort le 29 novembre 1959 à Grosshöchstetten dans le canton de Berne, est un chef d'orchestre, pianiste et compositeur suisse.

## Biographie
Fritz Brun est né le 18 août 1878 à Lucerne. Au gymnase de sa ville natale, il apprend le piano avec Julie Kopp. Il reçoit également des leçons de piano avec l’organiste Franz Josef Breitenbach (1853-1934) de 1892 à 1895. Pendant deux ans, il étudie sous la férule du chef d’orchestre néerlandais Willem Mengelberg (1871-1951), directeur musical à Lucerne de 1891 à 1895. Aux environs de 1890, Brun est employé par la prison de Lucerne pour jouer pendant l’office du dimanche.
De 1896 à 1901, Brun étudie la composition au conservatoire de Cologne avec Franz Wüllner (1832-1902), alors directeur de l’institution et chef d’orchestre du Kölner Gürzenich-Konzerte. Brun reçoit aussi des leçons de piano de Max van de Sandt (nl) (1863-1934) et des cours de théorie musicale avec Arno Kleffel (ca) (1840-1913). À Cologne, Brun devient l’ami de Volkmar Andreae, également étudiant dans la ville. Son amitié avec Othmar Schoeck et l’influence de l’œuvre de celui-ci se reflète dans l’instrumentation de trois des lieder de Brun (Auf meines Kindes Tod [À la mort de mon enfant], Die drei Zigeuner [Les trois gitans] et Jugendgedenken [Commémoration de la jeunesse]).
Friz Brun est diplômé du conservatoire le 31 juillet 1901. De 1901 à 1902, il est engagé à Berlin en tant que professeur de musique et musicien privé du prince Georges de Prusse (1826-1902), membre de la maison de Hohenzollern.
À la mort du prince, Fritz Brun s’établit à Londres, où il donne des cours privés et orchestre des œuvres de music-hall.
En octobre 1902, Brun devient de professeur de piano et de théorie musicale au conservatoire de Dortmund. Il enseigne l’italien à des chanteurs l’été suivant quand l’insolvabilité de l’institution l’oblige à retourner en Suisse.
À l’automne 1903, Fritz Brun devient professeur de piano à l’école de musique de Bienne. Il est également pianiste professionnel et, de 1904 à 1908, voyage en Italie. En février 1909, Brun succède à Karl Munzinger (1842-1911) en tant que chef d’orchestre à Berne. Il est aussi directeur des chœurs Cäcilienvereins et Berner Liedertafel et part en tournée (1923 Rome, 1926 Paris). Sa position à Berne est facilitée par l’appui de Volkmar Andreae, dont il dirige la première représentation des 4e, 5e et 9e symphonies. Hermann Scherchen, à Winterthour, dirige la première représentation des 6e, 7e et 8e symphonies de Brun. Celui-ci dirige lui-même ses propres 1re et 3e symphonies à Berne.
Fritz Brun démissionne de ses postes à la fin de la saison 1940-1941 et se retire dans le village de Morcote, dans le canton du Tessin, pour se consacrer à la composition.
Il meurt le 29 novembre 1959 à Grosshöchstetten.

## Œuvres
Fritz Brun a dédié sa première Sonate pour violon à Adele Bloesch-Stöcker. Il a composé dix symphonies, publiées dans un coffret par Brilliant Classics en 2019. Il a également composé quatre quatuors à cordes, deux concertos (pour piano et pour violoncelle), des œuvres chorales et des lieder.
Parmi ses compositions figurent notamment, :

### Musique orchestrale
- Symphonie no 1 (1901)
- Symphonie no 2 (1911)
- Symphonie no 3 (1919)
- Symphonie no 4 (1925)
- Symphonie no 5 (1929)
- Symphonie no 6 (1933)
- Symphonie no 7 (1937)
- Symphonie no 8 (1942)
- Variations pour piano et orchestre à cordes (1944)
- Concerto pour piano (1946)
- Concerto pour violoncelle (1947)
- Symphonie no 9 (1950)
- Symphonie no 10 (1953)
- Rhapsodie pour orchestre (1958)

### Musique de chambre
- Quatuor no 1 (1898)
- Sonate no 1 pour violon et piano (1920)
- Quatuor no 2 (1921)
- Quatuor no 3 (1943)
- Quatuor no 4 (1949)
- Sonate no 2 pour violon et piano (1951)
- Sonate pour violoncelle et piano (1952)

## Discographie
- Symphonie no 8 ; Variationen über ein eigenes Thema für Streichorchester und Klavier - Adrian Aeschbacher, piano ; Radioorchester Beromünster, dir. Fritz Brun ; Collegium Musicum de Zurich, dir. Paul Sacher (1946, Guild) (OCLC 883834003)
- Symphonie no 3 - Orchestre symphonique de Moscou, dir. Adriano (août 2003, Sterling CDS-1059-2)
- Symphonie no 4 ; Rhapsodie pour orchestre - Orchestre symphonique de Moscou, dir. Adriano (20-22 mai 2013 / 13 mai 2008, Guild) (OCLC 918885990)
- Symphonies nos 5 et 10 - Orchestre symphonique de Moscou, dir. Adriano (2008, Guild) (OCLC 637379339)
- L'Œuvre pour orchestre - Tomáš Nemec et Adrian Aeschbacher, piano ; Bernadett Fodor, mezzo-soprano ; Claudius Herrmann, violoncelle ; Orchestre symphonique de Bratislava ; Orchestre symphonique de Moscou, dir. Adriano (4 octobre 1946 / 2003-2015, 11 CD Brilliant Classics) (OCLC 1102615656)